# Mariä Himmelfahrt (Spabrücken)

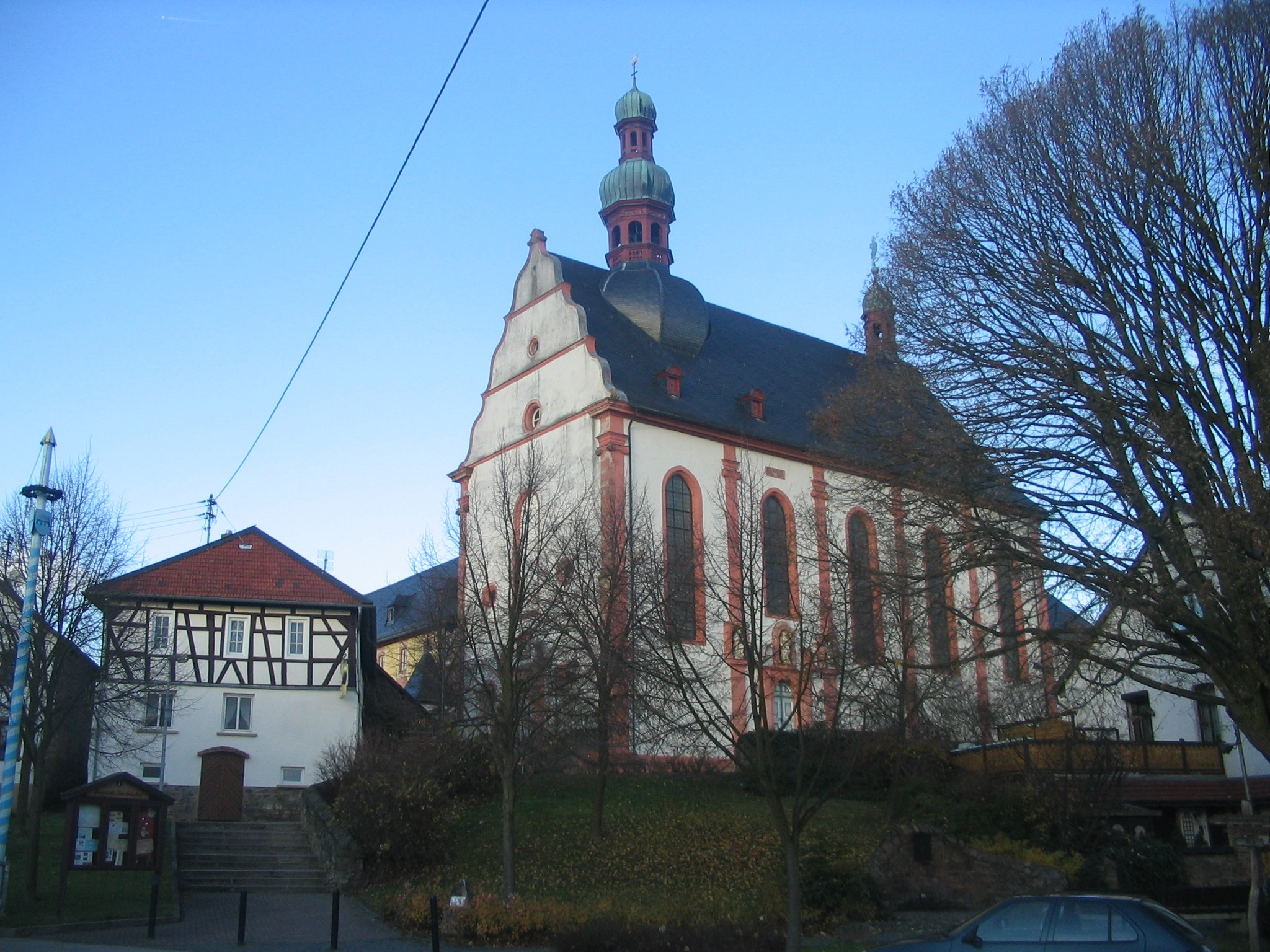
Mariä Himmelfahrt

Die katholische Pfarr- und Wallfahrtskirche Mariä Himmelfahrt ist ein denkmalgeschütztes Kirchengebäude in Spabrücken im Landkreis Bad Kreuznach. Die Kirche ist Teil eines Klosters, das zurzeit von der katholischen Gemeinschaft der Schwestern vom gemeinsamen Leben genutzt wird.

## Geschichte und Architektur
Die Gemeinde gehörte vor dem 11. Jahrhundert zur Pfarrei in Wallhausen. Eine Kirche wurde in einer Urkunde von 1338 erwähnt. Die Capella in Spachbrücken wurde von einem Ritter Udo und seine Frau Agnes mit einer Stiftung an den Laurentiusaltar bedacht.
Von den Vorgängerkirchen ist eine Grundsteinlegung von 1359 bekannt, eine Quelle berichtete hierzu: „1359. den 17ten octobris wurde eine schöne Kirch erbauet“. Nach einer Überlieferung aus dem 17. Jahrhundert war die Kirche dem Patrozinium der Allerheiligsten Jungfrau Maria unterstellt. Zusätzlich war sie noch dem heiligen Laurentius und den Heiligen Drei Königen geweiht. Vermutlich war Laurentius der Patron der ersten Kirche. Ein eigenes Taufrecht wurde der Kirche 1483 zuerkannt, so bekam sie den Charakter einer Pfarrkirche. Die Gemeinde wurde 1560 lutherisch und 1680 von den Franziskanern der kölnischen Ordensprovinz Colonia übernommen. Das Kloster wurde von den Kämmerern von Worms, Freiherren zu Dalberg übergeben. In den Zeiten der Reformation ging wohl auch die Tradition der Wallfahrt verloren. Im 17. Jahrhundert nahm sie wieder zu. Die erste Wallfahrt fand 1681 statt. Die Kirche wurde in der Zeit von 1731 bis 1736 von den Franziskanern gebaut, sie steht auf den Grundmauern des Vorgängergebäudes. Sie bauten von 1721 bis 1736 auch eine dreiflügelige Klosteranlage. Das Kirchengebäude ist eine spätgotisch anmutende, nachgotische einschiffige Saalkirche mit 3/8 Chorschluss und östlich vorgelegter Sakristei und hat fünf Joche unter einem scheinbar spätgotischen, aber nachgotischen Sterngewölbe, dessen Rippen auf barocken Konsolen ruhen. Zwischen den Nischen der Gewölbe sind in, von Bruder Angelus Homburg, gemalten Kartuschen Szenen aus dem Marienleben dargestellt. Auf dem mächtigen Satteldach sitzen ein zwei- und ein dreigeschossiger Dachreiter im Jesuitenstil. Die Empore, der ehemalige Mönchschor, steht an der Westseite, sie ruht auf Pfeilern mit böhmischen Kappen. Im gesamten Kirchenraum sind illusionistische Malereien zu sehen. Der Bau ist 36 Meter lang, 14 Meter hoch und 10 Meter hoch, der Turm hat eine Höhe von 41 Metern. Eine großzügige Freitreppe führte früher vom barocken Hauptportal bis an den Fuß des Kirchenhügels. Das Gebäude wurde von 2004 bis 2007 aufwendig restauriert.

## Ausstattung
- Sitzmadonna mit Kind, 14. Jahrhundert
- Baldachinaltar, 18. Jahrhundert
- 2 Nebenaltäre, 18. Jahrhundert
- Kanzel, 18. Jahrhundert
- Orgel, 18. Jahrhundert
- Kommunionbank und Beichtstühle, 18. Jahrhundert
- Torso einer spätgotischen Steinfigur, um 1390
- Pfarrarchiv mit reichen Beständen des 16. und 17. Jahrhunderts[5]

## Orgel
Die Orgel wurde um 1739 von Johann Michael Stumm erbaut, sie besitzt 25 Register auf 2 Manualen und Pedal. Nach einem tiefgreifenden Umbau im Jahre 1896 durch Johann Stockhausen wurde die Orgel im Jahr 1988 von der Firma Oberlinger restauriert und in Anlehnung an Stummsche Vorbilder rekonstruiert. Etwa 65 % des gesamten Pfeifenwerks stammen noch von Johann Michael Stumm. Eine erneute Restaurierung des Pfeifenwerks und gründliche Überarbeitung der Intonation im Stile der Stummschen Werkstatt erfolgte 2011/2012 durch Orgelbau Raab-Plenz, Bad Kreuznach.
| I Hauptwerk C–f3 |        |
| Principal        | 8′     |
| Hohlpfeiff       | 8′     |
| Viol di Gamb     | 8′     |
| Quintathön       | 8′     |
| Octav            | 4′     |
| Gembshorn        | 4′     |
| Flöth            | 4′     |
| Quind            | 3′     |
| Super Octav      | 2′     |
| Tertz            | 1 3⁄5′ |
| Cornet discant   | 4′     |
| Mixtur VI        | 1′     |
| Trompet Baß      | 8′     |
| Trompet discant  | 8′     |

| II Echo-Positiv C–f3 |            |
| Pordun               | 8′         |
| Solianol discant     | 8′         |
| Rohrflöth            | 4′         |
| Solianol             | 2′ / 4′    |
| Octav                | 2′         |
| Quind                | 1 ⁄3′ / 3′ |
| Cromhorn Baß         | 8′         |
| Trompet discant      | 8′         |
| Vox humana           | 8′         |
| Tremulant            |            |

| Pedal C–d1 |     |
| Sub Baß    | 16′ |
| Octav Baß  | 8′  |
| Quind Baß  | 6′  |
| Posaun Baß | 16′ |

- Koppeln: II/I, I/P, II/P

## Geläut
Die Kirche verfügt über vier Glocken.
Das ursprüngliche kleine Bronze-Geläute der Barockzeit bestand aus drei Glocken, wobei eine davon im kleinen Dachreiter hing.
Nach der Ablieferung im Ersten Weltkrieg wurden 1925 drei neue Glocken durch die Glockengießerei Mabilon in Saarburg geliefert. Sie besaßen die Schlagtonfolge cis', dis' und f".
Lediglich die kleinste von ihnen, die „Schutzengel“-Glocke überlebte die Ablieferungswelle im Zweiten Weltkrieg als auch den Bombenangriff auf Spabrücken.
Nach einer Interimslösung in Form eines elektrischen Stahlplatten-Geläutes entschied man sich 1962 dann für die Anschaffung von drei Bronzeglocken, die die Glockengießerei Mark in Brockscheid goss. Die feierliche Glockenweihe fand am 7. April 1963 statt.
| Nr. | Name        | Gussjahr | Gießer, Gussort                          | Durchmesser | Masse  | Schlagton |
| --- | ----------- | -------- | ---------------------------------------- | ----------- | ------ | --------- |
| 1   | Maria       | 1963     | Eifeler Glockengießerei Mark Brockscheid | 950 mm      | 500 kg | a1        |
| 2   | Josef       | 1963     | Eifeler Glockengießerei Mark Brockscheid | 780 mm      | 300 kg | c2        |
| 3   | Franziskus  | 1963     | Eifeler Glockengießerei Mark Brockscheid | 650 mm      | 200 kg | d2        |
| 4   | Schutzengel | 1925     | Johann Peter Hausen-Mabilon, Saarburg    | 560 mm      | 120 kg | f2        |